# Чагода
Ча́года (рос. Ча́года) — робітниче селище, адміністративний центр Чагодощенського району Вологодської області.

## Географія
Розташоване в місці впадання річки Песь в річку Чагода, яка після впадіння Песі називається Чагодоща. Відстань до обласного центру — 326 км.

## Історія
З XIX століття в окрузі нинішнього селища розвивалося скловарне виробництво. Саме селище було засноване (під назвою Білий Бичок) в 1926 році при будівництві Чагодощенського скляного заводу (наразі ТОВ «Чагодощенський склозавод і К»). Назву отримало по імені річки Чагода (з фіно-угорської — «річка» або «річка з піщаними берегами»).
Відомий ленінградський архітектор Н. А. Троцький з 1926 р. проектував завод в комплексі з робочим селищем. Він одним із перших у країні здійснив задум побудови такого комплексу, який отримав визнання на організованому Президією ВРНГ СРСР у 1928 році у конкурсі на краще будівництво «СтеклоСтрой». Надалі проєкт з його новим успішним рішенням містобудівних і промислових завдань став зразком для будівництва скляних підприємств у Лисичанську, Гомелі, Горькому та інших містах СРСР.
Частина будівель цього комплексу збереглася і вимагає внесення під державну охорону як унікальний пам'ятка дерев'яного конструктивізму.
Статус робочого селища — з 1932 року.